# 2561 Margolin
2561 Margolin eller 1969 TK2 är en asteroid i huvudbältet som upptäcktes den 8 oktober 1969 av den ryska astronomen Ljudmila Tjernych vid Krims astrofysiska observatorium på Krim. Den har fått sitt namn efter Mikhail V. Margolin.
Asteroiden har en diameter på ungefär 11 kilometer och den tillhör asteroidgruppen Nysa.